# Euptoieta mariannae
Euptoieta mariannae är en fjärilsart som beskrevs av Abbott. Euptoieta mariannae ingår i släktet Euptoieta och familjen praktfjärilar. Inga underarter finns listade i Catalogue of Life.